# Aguada de La Pólvora
Aguada de La Pólvora es un manantial chileno situado en la comuna de Diego de Almagro, Provincia de Chañaral, Región de Atacama.

## Descripción
A unos 900 km al norte de la capital Santiago, alrededor del valle es posible apreciar generalmente sus colinas. Su altura con respecto sobre el nivel del mar es de unos 2.240 metros. El punto más alto está a unos 2.412 pies por encima, 1 km al este del sector. El área en su alrededor está casi deshabitado, con menos de 2 habitantes por kilómetro cuadrado. Ninguna ciudad se encuentra cercana a su alrededor prácticamente.